# Шоу, Джулия
Джулия Шоу (англ. Julia Shaw; род. 20 января 1987) — немецко-канадский психолог и писатель научно-популярных книг о ложных воспоминаниях.

## Образование и карьера
Шоу родилась в Кельне, Западная Германия, а выросла в Канаде. В 2004 году она получила степень бакалавра психологии в Университете Саймона Фрейзера. Затем получила степень магистра психологии и права в Маастрихтском университете в Нидерландах. В 2009 году вернулась в Канаду и получила докторскую степень в Университете Британской Колумбии. Ее докторская диссертация была озаглавлена «Создание богатых ложных воспоминаний о совершении преступления». Шоу осталась в Канаде, преподавала в Университете Ватерлоо и Университете Британской Колумбии. В 2013 году стала преподавателем судебной психологии в Бедфордширском университете. Присоединилась к Лондонскому университету Саут-Бэнк в качестве старшего преподавателя криминологии в 2015 году, а в 2017 году стала почетным научным сотрудником Университетского колледжа Лондона.
Основная специализация Шоу — ложные воспоминания и то, как правоохранительные органы могут использовать «тактику, [которая] может побудить людей вспомнить преступления, которых никогда не было". В одном из своих исследований ей удалось заставить 70 % участников создать ложные воспоминания или представления о событиях из детства, которые никогда не имели места, и это исследование широко освещалось в основных средствах массовой информации. Однако достоверность этого 70 % -ного открытия подверглась критике со стороны коллег, которые перекодировали данные и пришли к выводу, что у 26-30 % участников были ложные воспоминания (при этом те, у кого были ложные убеждения без деталей памяти, не считались ложными воспоминаниями в этом перекодировании). Шоу обратилась к критике в статье 2018 года в журнале Psychological Science, где она объяснила, что первоначальное кодирование классифицировало ложные убеждения как ложные воспоминания — в соответствии с прошлыми исследованиями, которые утверждали, что воспоминания и убеждения трудно по-настоящему отличить.

## Книги изданные на русском языке
- Ложная память. Почему нельзя доверять воспоминаниям. КоЛибри, 2017, ISBN 978-5-389-11727-3
- Психология зла: Почему человек выбирает темную сторону. Альпина Паблишер, 2020, ISBN 978-5-9614-3203-9